# Lacipa bizonoides
Lacipa bizonoides is een vlinder uit de familie spinneruilen (Erebidae), onderfamilie donsvlinders (Lymantriinae). De wetenschappelijke naam van deze soort is voor het eerst geldig gepubliceerd in 1893 door Butler.
De soort komt voor in tropisch Afrika.